# Henrik Johnsson
Henrik Martin Vilhelm Johnsson, född 20 juni 1972 i Stora Råby församling, Malmöhus län, är en svensk programledare och TV-producent. Han har bland annat arbetat för Sveriges Radio, Sveriges Television, TV3, TV4, ZTV och Kanal 5.

## Karriär

### Massmedia
Henrik Johnsson började i receptionen på SVT:s sportredaktion 1994 men fick snart följa med som chaufför och senare som reporter. 
Tillsammans med Alice Bah Kuhnke gjorde han ungdomsprogrammet Kannan under två säsonger, varefter han arbetade på ZTV och gjorde programmen Biocheck och Hemma hos Henrik. Därpå återvände han till SVT och gjorde programmet Diggiloo, vars namn han är upphov till. Sedermera blev det engagemang inom TV3, bland annat TV3 Direkt tillsammans med Cia Berg, Rumba tillsammans med Birgitte Söndergaard. Dessutom har han varit programledare för vissa av TV4:s Nyhetsmorgon somrarna 2004-2012.
Sedan 2016 är han också programledare för P4 Extra i Sveriges Radio.
Henrik Johnsson har också varit programledare i SVT:s TV-huset, såväl för Kvitt eller dubbelt som för Ljushuvudet 2004–2006.
Åren 2008–2011 arbetade han inom Scandic Hotel som chef för strategiska partnersamarbeten. Under hösten 2008 ledde han programmet Musikmaskinen i Kanal 5. 2012 var han inslagsproducent för Melodifestivalen och 2013 producent för programmet "Studio Eurovision".
Henrik Johnsson har också producerat ett antal Sommar i P1-program i Sveriges Radio, bland annat med Henrik Larsson 2011, Anja Pärson 2012, Maja Ivarsson 2013 och Youtube-profilen Pewdiepie samt Arash "Ash" Pournouri 2015
Den 22 maj 2015 avgav han sin röst till Eurovision Song Contest 2015 som en av jurymedlemmarna i den svenska jurygruppen. Juryns röster presenterades dagen efter i samband med Eurovision Song Contests final.
Tillsammans med sin fru Malin Baryard-Johnsson ledde han programmet Det stora hoppet på TV3 under hösten 2017.

### Idrott
Han var handbollsmålvakt i H43 och spelade sex juniorlandskamper. Han är numera styrelseledamot i Handbollslandslaget AB.

## Privatliv
Henrik Johnsson var mellan 1998 och 2002 gift med medieprofilen och politikern  Alice Bah Kuhnke. Sedan 2004 är han gift med hoppryttaren Malin Baryard-Johnsson; de har tillsammans två söner.

## Programledare (i urval)
- Kvitt eller dubbelt (TV-huset)
- Sportspegeln
- Lilla Sportspegeln[7]
- Kannan
- Parasoll
- Hemma hos Henrik
- Biocheck
- Diggiloo
- Fångarna på fortet
- Musikmaskinen[8]
- Postkod Lingo[9]
- Det stora hoppet